# Mrówczyk białobrzuchy
Mrówczyk białobrzuchy (Gymnopithys leucaspis) – gatunek małego ptaka z rodziny chronkowatych (Thamnophilidae). Zasiedla północno-zachodnią część Ameryki Południowej. Nie jest zagrożony.

## Systematyka
Takson ten po raz pierwszy opisał Philip Lutley Sclater w 1855 roku, nadając mu nazwę Myrmeciza leucaspis. Holotyp pochodził z Villavicencio w Kolumbii. Obecnie gatunek ten zaliczany jest do rodzaju Gymnopithys. W starszym ujęciu systematycznym do G. leucaspis zaliczano 9 podgatunków, 5 z nich (te występujące na zachód od Andów aż po Honduras w Ameryce Centralnej) wydzielono do odrębnego gatunku o nazwie mrówczyk dwubarwny (G. bicolor).

## Podgatunki i zasięg występowania
Obecnie wyróżnia się cztery podgatunki G. leucaspis:
- G. l. leucaspis (P. L. Sclater, 1855) – wschodnia Kolumbia
- G. l. castaneus J. T. Zimmer, 1937 – wschodni Ekwador i północno-wschodnie Peru
- G. l. peruanus J. T. Zimmer, 1937 – północne Peru
- G. l. lateralis Todd, 1927 – północno-zachodnia brazylijska Amazonia

## Morfologia
Długość ciała wynosi 13,5–14,5 cm, masa ciała 28–34 g. Nie występuje dymorfizm płciowy. Wierzch ciała brązowy, gardło białe, wierzch głowy szary. Zależnie od rejonu występowania jasność boków i skrzydeł zmienia się.

## Ekologia i zachowanie
Środowiskiem życia mrówczyka białobrzuchego są dolne piętra wilgotnych lasów równikowych oraz stare lasy wtórne. Ptaki tego gatunku chodzą za mrówkami wojownicami, zjadając wypłoszone przezeń owady, pająki, a nawet małe gady i płazy.

## Status
Międzynarodowa Unia Ochrony Przyrody (IUCN) uznaje mrówczyka białobrzuchego za gatunek najmniejszej troski (LC – least concern). Liczebność populacji nie została oszacowana, ale ptak ten opisywany jest jako dość pospolity. Trend liczebności populacji uznawany jest za spadkowy ze względu na niszczenie siedlisk.